# 990年代
| 千纪： | 1千纪                                                                                  |
| 世纪： | 9世纪 \| 10世纪 \| 11世纪                                                              |
| 年代： | 960年代 \| 970年代 \| 980年代 \| 990年代 \| 1000年代 \| 1010年代 \| 1020年代           |
| 年份： | 990年 \| 991年 \| 992年 \| 993年 \| 994年 \| 995年 \| 996年 \| 997年 \| 998年 \| 999年 |

## 出生
- 康拉德二世（約990年－1039年），德意志國王和神聖羅馬帝國皇帝。